# Erda
Erda és una concentració de població designada pel cens dels Estats Units a l'estat de Utah. Segons el cens del 2000 tenia 2.473 habitants.

## Demografia
Segons el cens del 2000, Erda tenia 2.473 habitants, 697 habitatges, i 623 famílies. La densitat de població era de 42,5 habitants per km².
Dels 697 habitatges en un 54,2% hi vivien nens de menys de 18 anys, en un 81,3% hi vivien parelles casades, en un 5% dones solteres, i en un 10,6% no eren unitats familiars. En el 9,3% dels habitatges hi vivien persones soles el 2,4% de les quals corresponia a persones de 65 anys o més que vivien soles. El nombre mitjà de persones vivint en cada habitatge era de 3,55 i el nombre mitjà de persones que vivien en cada família era de 3,81.
Per edats la població es repartia de la següent manera: un 38% tenia menys de 18 anys, un 8,1% entre 18 i 24, un 28,9% entre 25 i 44, un 21,1% de 45 a 60 i un 3,9% 65 anys o més.
L'edat mediana era de 30 anys. Per cada 100 dones de 18 o més anys hi havia 103,6 homes.
La renda mediana per habitatge era de 62.286 $ i la renda mediana per família de 65.494 $. Els homes tenien una renda mediana de 42.386 $ mentre que les dones 30.574 $. La renda per capita de la població era de 18.649 $. Entorn del 3,5% de les famílies i el 3,6% de la població estaven per davall del llindar de pobresa.

## Poblacions més properes
El següent diagrama mostra les poblacions més properes.